# Amstrad CPC 6128
L'Amstrad CPC 6128 est une évolution de l'Amstrad CPC 464 à l'intérieur de la gamme des Amstrad CPC. Il disposait du même processeur Z80 à 4 MHz, mais était doté de 128 ko de mémoire vive (dont 64 ko de mémoire paginée) au lieu de 64 ko, et de 48 ko de mémoire morte au lieu de 32 ko. En plus, il disposait d'un lecteur de disquette 3 pouces dont la capacité pouvait aller jusqu'à 178 ko par face, beaucoup plus rapide que le lecteur de cassette, et intégrait le Locomotive Basic 1.2 en mémoire morte au lieu de la version 1.0 du 464. Il était livré avec des disquettes comportant deux versions du système d'exploitation CP/M (CP/M 2.2 et CP/M 3+) et de nombreux utilitaires.
Dérivé du CPC 464, le CPC 6128 disposait en pratique de moins de mémoire vive accessible pour l'utilisateur BASIC que son prédécesseur. D'une part les 128 ko de mémoire vive étaient en réalité constitués de 64 ko de mémoire paginée, d'autre part son système d'exploitation chargeait le pilote du lecteur de disquettes en plus du pilote du lecteur de cassettes.

## Anecdote

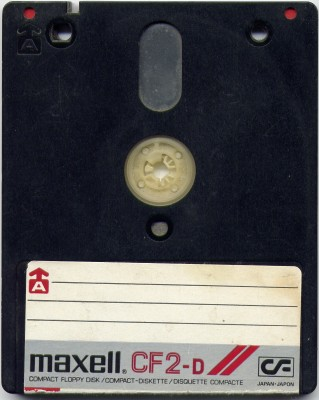
Disquette 3 pouces Maxell CF2-D

En raison de son prix modique (avec un écran couleur, 3 990 francs français ; 5 990 francs à sa sortie — équivalent respectivement de 1 250 € et 1 876 € en 2023, inflation prise en compte) et de sa capacité mémoire jugée énorme pour l'époque, le 6128 remporta un beau succès dans les hypermarchés, mais restait lié aux fameuses disquettes 3 pouces (et non 3 pouces 1/2) difficiles à se procurer. L'hebdomadaire Hebdogiciel annonça dans un numéro de 1er avril la sortie imminente du CPC 5512, un 6128 équipé d'un lecteur de disquettes 5"1/4, accompagné d'une photo de ce prétendu nouveau modèle (en fait, un montage habile). Cela eut pour effet, selon le constructeur, de figer immédiatement les ventes du 6128 en France pendant une semaine… et de valoir à l'hebdomadaire en question un procès intenté par Amstrad.
La crainte d'une pénurie de ces disquettes 3 pouces, qui n'étaient plus utilisées que par les ordinateurs Amstrad et Oric, a persisté longtemps chez les utilisateurs. Il était d'ailleurs possible, moyennant quelques modifications du câblage, de brancher un lecteur externe 5"1/4 sur le CPC 6128.

## Amstrad 6128 plus
L'Amstrad 6128 plus est sorti en 1990. C'est une évolution de l'Amstrad CPC 6128, celui-ci comporte quelques différences au niveau architecture :
- Un composant ASIC, intégrant les fonctionnalités du Gate Array, du CRTC 6845 et du PPI 8255.
- Lecteur de cartouche, compatible GX4000.
- Port manette Compatible IBM.
- Double port manette DB9.
- Port parallèle 8 Bits.
- Sortie Stéréo par le moniteur.
- Port crayon optique.

Le 6128 plus partageait avec le 464 plus et la GX-4000 la même carte mère, mais en étant équipé de plus de mémoire vive (128 Kio contre 64 Kio) et en étant équipé d'un lecteur de disquette 3 pouces, contre un lecteur de cassette sur le 464 plus.
La GX4000 étant quant à elle un 464 plus dépouillé de son clavier et lecteur de cassettes et se branchant directement sur une télévision ; une tentative commerciale ratée de rester sur le marché des machines orientées jeux en s'attaquant aux consoles vidéo de jeux de salon.